# 魚島群島
魚島群島（うおしまぐんとう、魚島諸島とも）は、愛媛県の北部で広島県と向かい合った瀬戸内海に位置する島嶼群である。行政上は愛媛県越智郡上島町に属する。

## 概要
高井神島と魚島の2つの有人島と2つの無人島からなる。行政上は、1895年12月1日から2004年10月1日までは旧魚島村に属していたが、同じく越智郡の弓削町・岩城村・生名村と共に上島町の新設合併のため、廃止された。

## 交通
位置は瀬戸内海のほぼ真ん中に位置し、魚島諸島周辺の上島地域の交通の要所は因島土生港であり、上島町営フェリー（快速船）が出航している。

## 主な島
有人島
- 高井神島
- 魚島

無人島
- 瓢箪島（wikidata）
- 江ノ島